# Chiesa di San Gioacchino (Manhattan)
La chiesa di San Gioacchino è stata una chiesa di rito cattolico romano sotto l'autorità dell'arcidiocesi cattolica romana di New York.

## Storia
Fu consacrata nel 1888 dai Padri Missionari di San Carlo Borromeo.
È stata sede della prima parrocchia statunitense idealmente riservata alla comunità italiana, che in precedenza aveva partecipato alle messe negli scantinati delle chiese cattoliche composte dai congregati irlandesi-americani.
A causa dell'aumento del numero dei fedeli, venne successivamente costruita la Cappella di San Rocco su 18 Catherine Slip, così come l'asilo nido della Madonna su Cherry Street, aperto nel 1910 e gestito dalle Suore di Nostra Signora. I censimenti parrocchiali 1913-1914 elencavano 1.000 battesimi, 250 matrimoni e 400 comunioni.
La parrocchia ebbe un breve contatto con Madre Cabrini, aiutata dai Missionari Scalabrini al suo arrivo negli Stati Uniti nel 1889. La congregazione delle Suore Missionarie del Sacro Cuore di Gesù, da lei fondata, fornì le prime insegnanti della scuola parrocchiale San Gioacchino quando fu aperta. Si ritirarono dalla scuola nel 1892.
La parrocchia era la sede della Società San Rocco, fondata nel 1889 da immigrati potentini.

## Architettura
La chiesa, in vittoriano all'italiana, era in mattoni, con la facciata a capanna a due spioventi con dettagli romanici "in stile romano". Fu progettata per avere una capienza di 800 posti.
Nel 1914 la parrocchia era composta da 18.000 immigrati italiani e italoamericani di seconda generazione. La chiesa allora possedeva tre edifici, di cui uno aveva previsto di trasformarsi in una scuola parrocchiale. Il campanile romanico fu costruito nel 1888, al 22 di Roosevelt Street.

## Demolizione
Nel 1967 la città di New York aveva deciso di costruire un complesso residenziale a Park Row come parte del suo programma di rinnovamento urbano. Per questo progetto il governo locale acquistò un'area di sei isolati, che comprendeva la proprietà parrocchiale, e la chiesa fu demolita. La parrocchia fu fusa dall'Arcidiocesi di New York con la vicina Chiesa di San Giuseppe, fondata dai Padri Scalabrini intorno al 1923.